# 조안 로버츠
조안 로버츠(Joan Roberts, 1917년 7월 15일 ~ 2012년 8월 13일)는 미국의 가수, 연극 배우, 영화배우, 텔레비전 배우이다.
맨해튼에서 태어났으며 스탬퍼드에서 사망하였다. 사인은 심부전이다.

## 영화
- 더 킬링 룸 (2009년)
- 명탐정 바나비 존즈 (1973년)